# Тефрохронологія

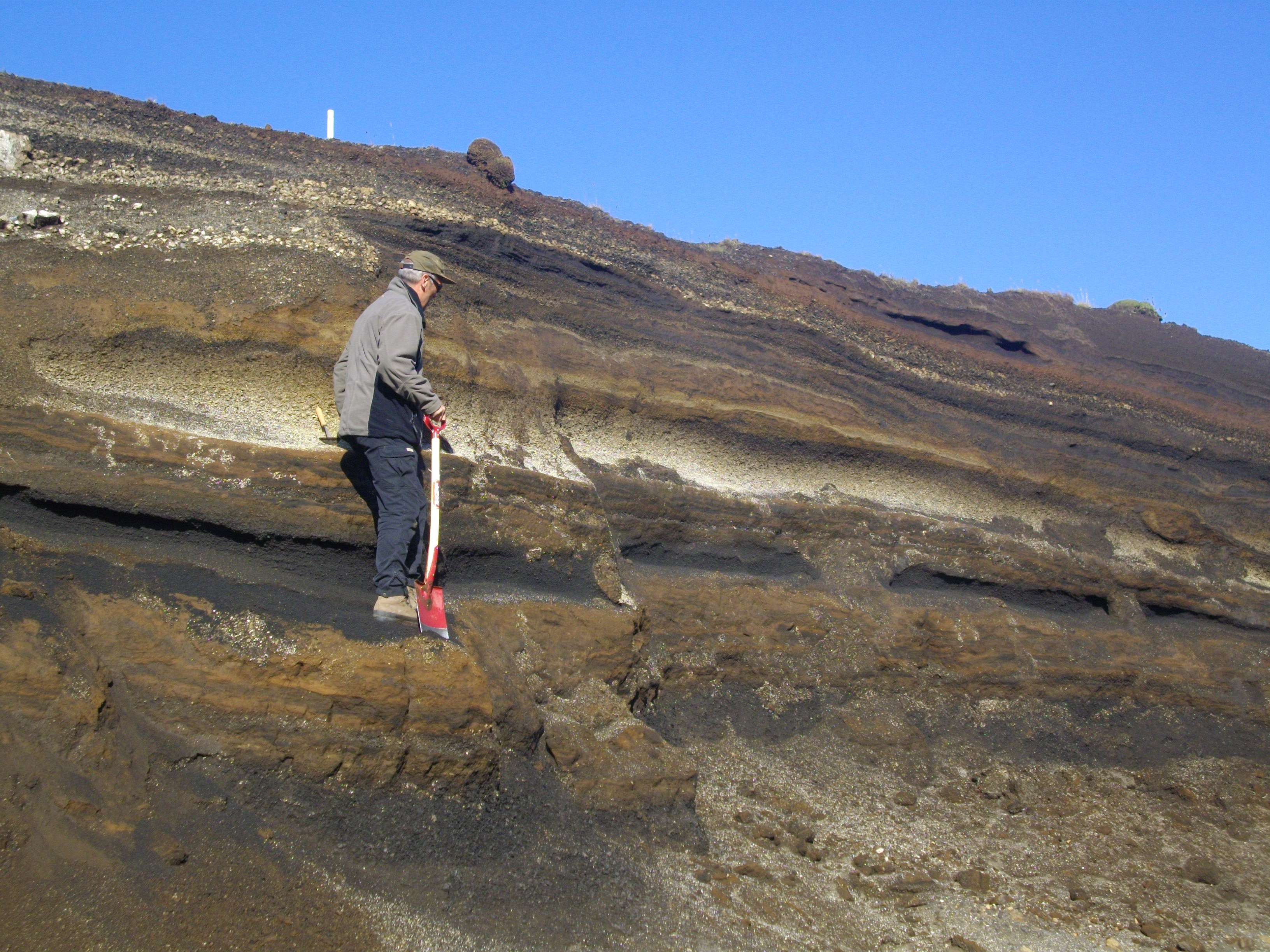
Тефра горизонти в південно-центральній частині Ісландії. Товстий і світлий кольоровий шар на висоті рук вулканолога - ріоліт тефра від Гекла.

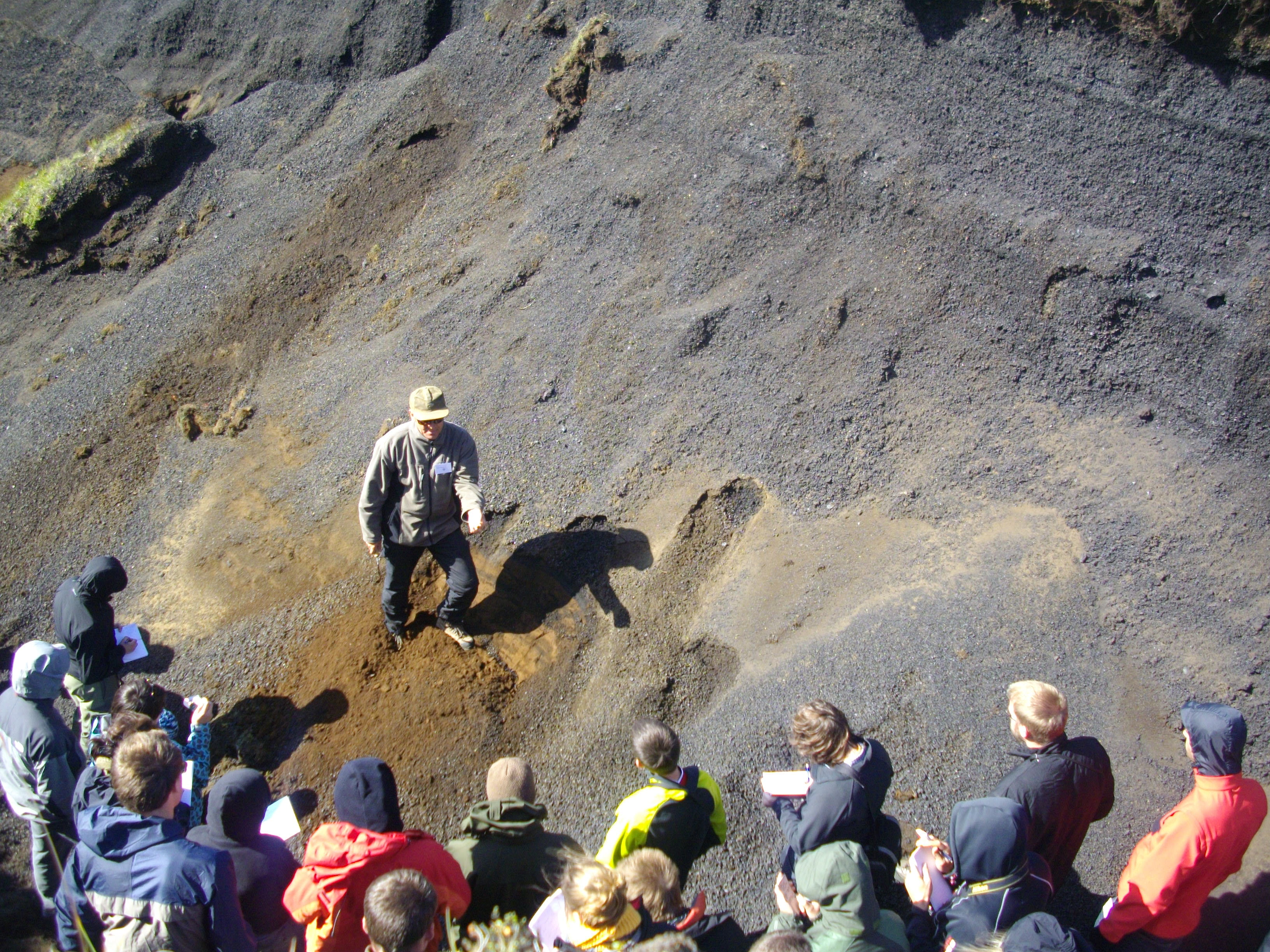
Геолог пояснює важливість тефохронології для студентів на місцях, Ісландія.

Тефрохронологія — геохронологічний метод, що використовує окремі шари тефри (перш за все вулканічного попелу) для створення хронологічної шкали, на якій можуть бути розміщені не тільки вулканічні, але й палеонтологічні та археологічні події. Такі події отримують назву «тефрових горизонтів». Метод базується на спостереженні, що тефра кожного конкретного виверження має унікальні петрографічні і геохімічні характеристики, за якими може бути легко ідентифікована. Таким чином, після датування самого виверження (наприклад за допомогою радіовуглецевого датування), тефровий горизонт може використовуватися як часовий маркер. Головною перевагою методу є легкість ідентифікації шарів тефри серед інших відкладів та надзвичайно коротка тривалість періодів відкладення (з геологічної точки зору).
Тефрохронологія успішно застосовувалася при вивченні океанічних і морських осадів. 